# Кожуккаттай
Кожуккаттай (там. கொழுகட்டை) або Кожукатта (малаял. കൊഴുക്കട്ട) — популярні в Південній Індії круглі вареники, зроблені з рисового борошна з начинкою з тертого кокосу, пальмового цукру або чаккаваратті. Кожукаттай, хоча зазвичай солодкий, іноді може бути начинений пікантною начинкою. Модак — подібна страва, яку готують в інших частинах Індії.

## Приготування
Начинка готується з тертого кокосу та сиропу. Тісто з рисового борошна. Готують на пару.
Для посилення смаку та смаку начинки можна додавати топлене масло гхі, кардамон, подрібнене рисове борошно тощо. У Кералі варіант кожукаттай, приготовлений з пшеничним борошном атта (замість рисового борошна) та тертим кокосовим горіхом, може бути основним сніданком.

## Популярна культура
У Тамілнаду страва традиційно асоціюється з індуїстським Богом Ганешем і готується як підношення (найведья) з нагоди фестивалю Вінаяки Чатхурті. Їх готують християни Керали в суботу перед Вербною неділею, і тому день називається Кожукатта субота. У Кералі його також їдять як вечірню закуску до чаю або кави.
Кожуккаттай є важливою частиною кількох національних звичаїв тамільської громади Шрі-Ланки. На півночі Шрі-Ланки існує звичай з варениками, краї яких притиснуті так, щоб нагадувати зуби. Їх м'яко опускають на голову дитини, тоді як сім'я бажає, щоб у немовляти були здорові зуби. У східних районах Шрі-Ланки, таких як район Ампараї, приблизно після чотирьох місяців після зачаття жінки — члени сім'ї для майбутньої матері готують меншу версію вареників, що називається piḷḷai kozhukkaṭṭai. Цими солодощами зазвичай обмінюються на весіллях як символами «пухкого» здоров'я та родючості.

## Виготовлення

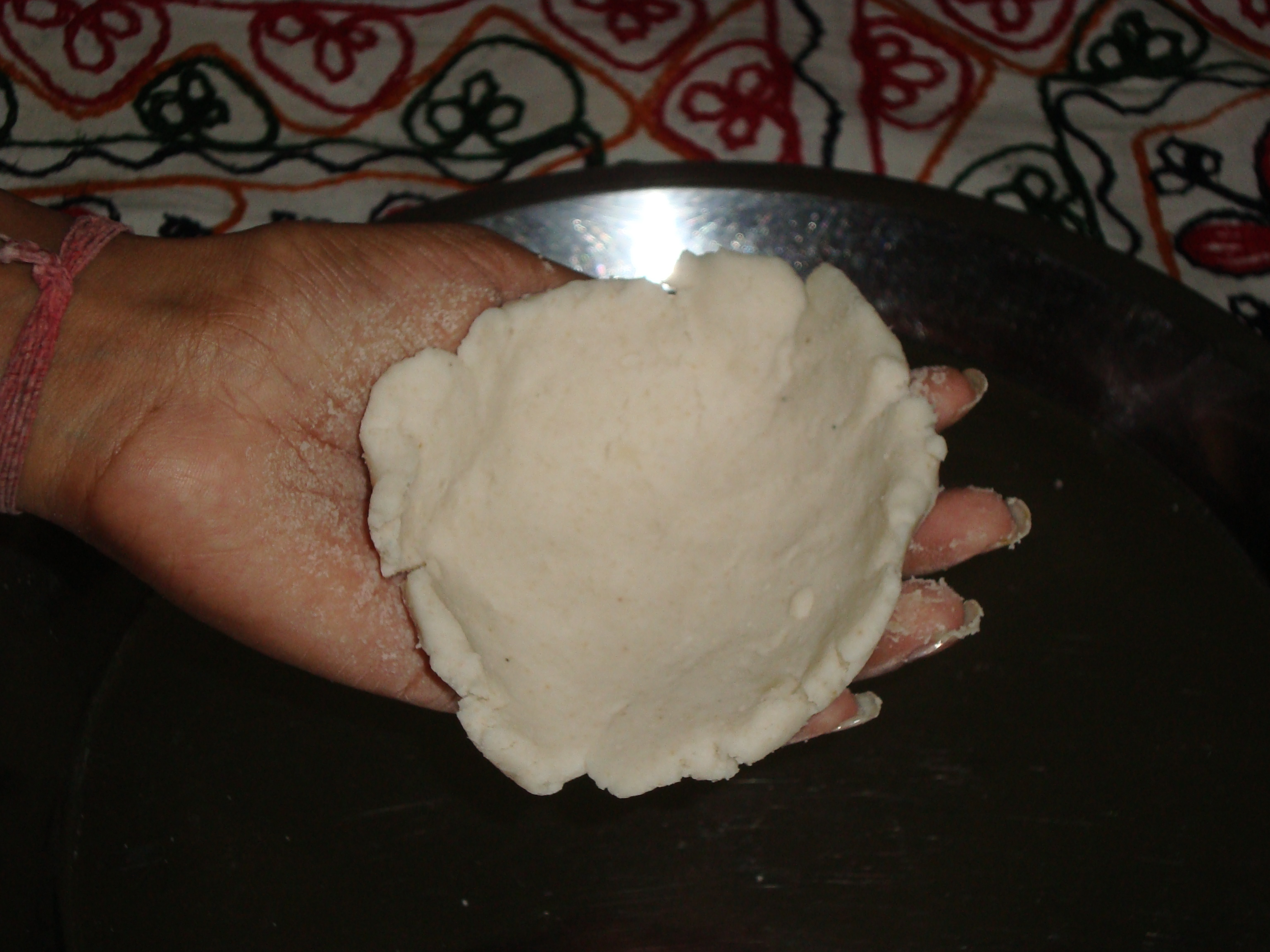
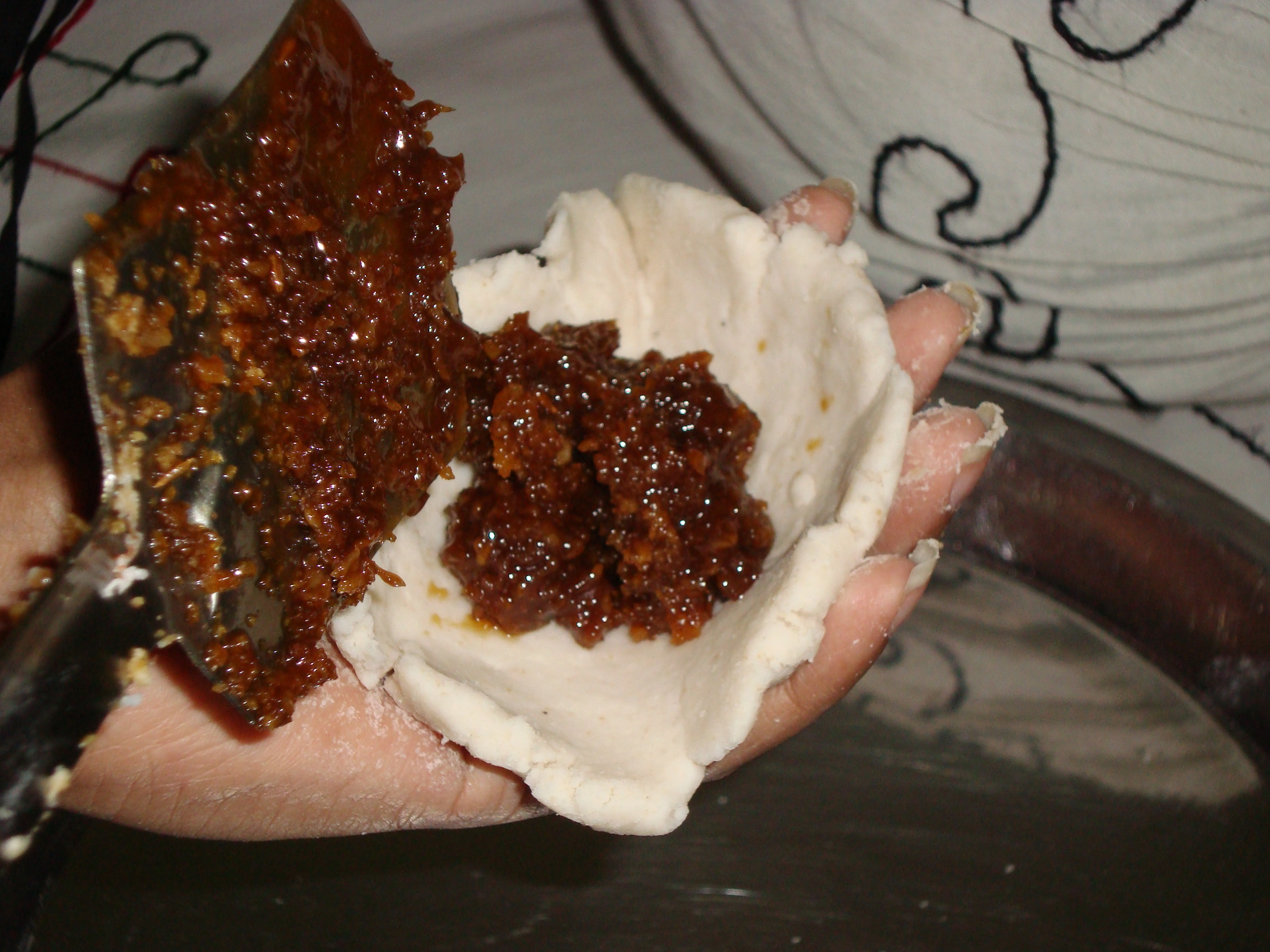
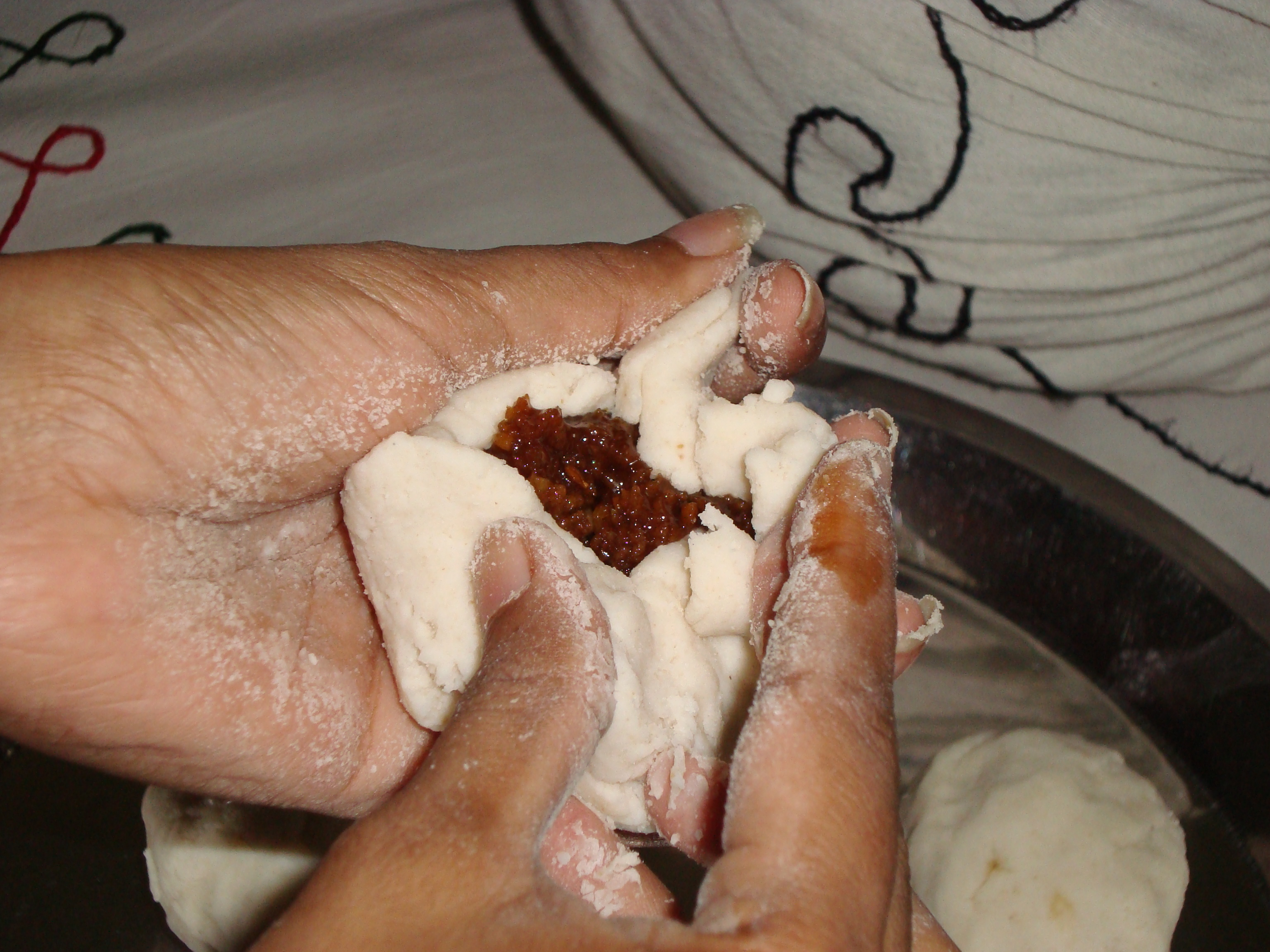
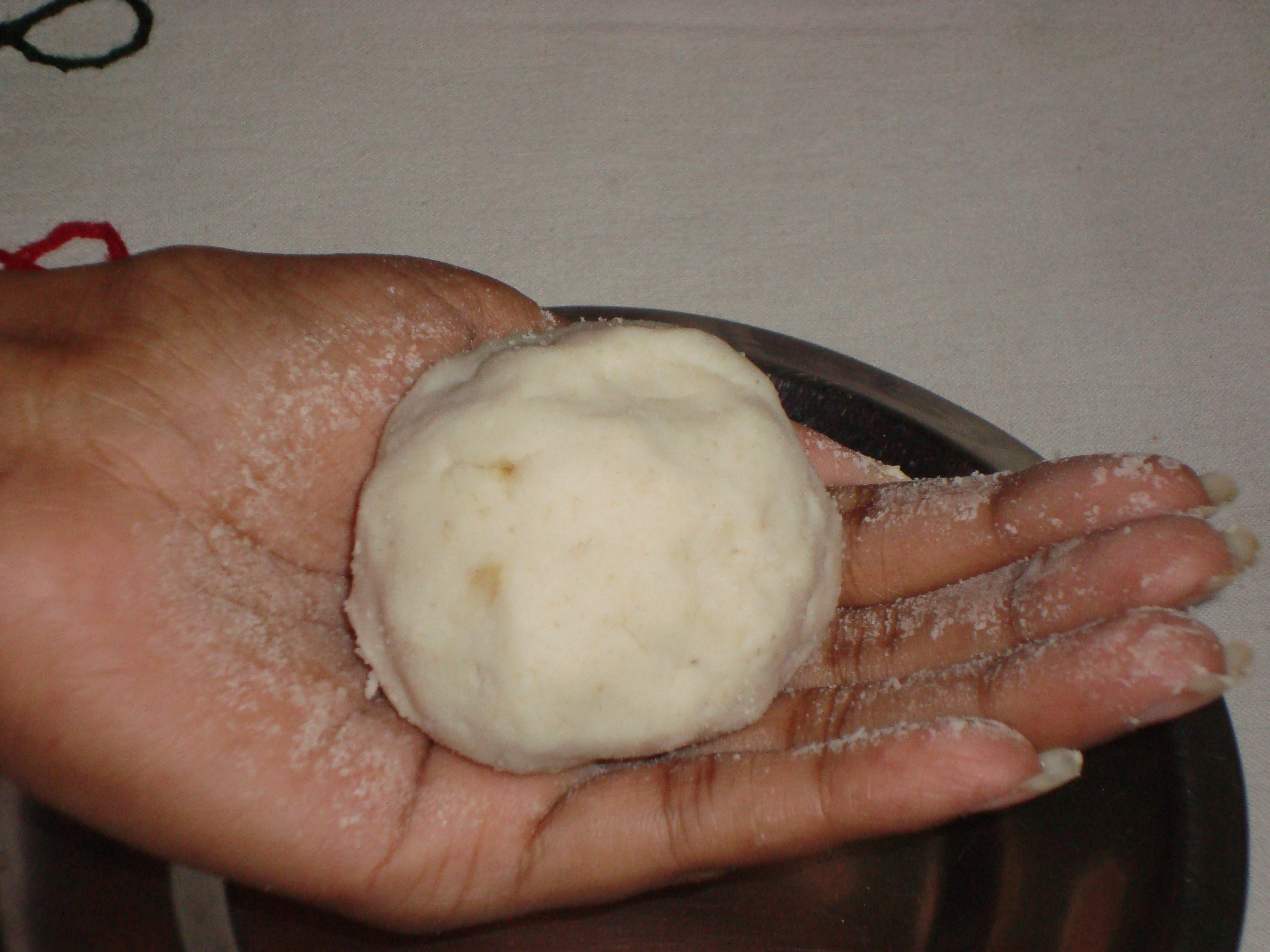